# Platyrrhacus trichotypus
Platyrrhacus trichotypus är en mångfotingart som beskrevs av Chamberlin 1941. Platyrrhacus trichotypus ingår i släktet Platyrrhacus och familjen Platyrhacidae. Inga underarter finns listade i Catalogue of Life.